# Coelocybidae
Die Coelocybidae bilden eine Hautflüglerfamilie innerhalb der Überfamilie der Erzwespen (Chalcidoidea).
Das Taxon geht auf den tschechischen Entomologen Zdeněk Bouček zurück, der im Jahr 1988 die Unterfamilie Coelocybinae innerhalb der Pteromalidae einführte. Die Typusgattung ist Coelocyba Ashmead, 1900. Burks et al. (2022) führten aufgrund molekularbiologischer und morphologischer Studien eine Aufspaltung und Umgliederung der Pteromalidae durch. Im Rahmen dieser Revision wurde die Unterfamilie in den Rang einer Familie erhoben. Die Gattung Liepara wurde dabei von den bisherigen Diparinae in die Coelocybidae überführt.

## Merkmale
Burks et al. (2022) beschreiben die Familie Coelocybidae anhand folgender morphologischer Eigenschaften. Die Fühler besitzen 11 Geißelglieder. Die Augen sind ventral divergierend. Der Clypeus besitzt eine quer gerichtete subapikale Rille, die von der einen vorderen tentorialen Grube zur anderen reicht. Das Labrum wird vom Clypeus verdeckt. Es ist flexibel, annähernd rechteckig und weist entlang dem Rand in einer Reihe stehende Borsten (Setae) auf. Die Mandibeln besitzen 3 Zähne. Die subforaminale Brücke mit Postgena ist von der unteren Tentorialbrücke getrennt. Das Mesoscutellum ist mit Frenum. Es besitzt ein Paar kräftiger Borsten an oder gegenüber der frenalen Rille. Ferner besitzt es eine axillulare Furche (Sulcus). Der mesopleurale Bereich ist ohne erweitertem Acropleuron. Das Mesepimeron reicht nicht über den Vorderrand des Metapleurons. Alle Beine weisen 5 Tarsenglieder auf. Der protibiale Sporn ist kräftig und gebogen. Der basitarsale Kamm ist längs gerichtet. Das Metasoma ist mit Syntergum und daher ohne Epipygium (Subgenitalplatte).

## Verbreitung
Fast alle Vertreter der Coelocybidae kommen in der südlichen Hemisphäre vor. Eine Ausnahme bildet eine Art der Gattung Erotolepsiella, die in Indien nachgewiesen wurde. Die meisten Gattungen der Coelocybidae sind in Australien vertreten. Ariasina kommt im Süden Südamerikas vor.

## Lebensweise
Die Larven der Coelocybidae entwickeln sich in Pflanzengallen. Von Coelocyba nigricincta ist bekannt, dass sich die Larve u. a. in den Gallen von Trichilogaster acaciaelongifoliae entwickelt, wobei sie in den jüngeren Stadien als Inquiline in der Galle lebt und im letzten Stadium ihren Wirt vertilgt.

## Innere Systematik
Nach Burks et al. (2022) zählen zu den Coelocybidae folgende Gattungen:
- Acoelocyba Bouček, 1988
- Ambogaster Heydon, 2005
- Ariasina Heydon, 2014
- Coelocyba Ashmead, 1900
- Coelocyboides Girault, 1913
- Cooloolana Bouček, 1988
- Cybopella Bouček, 1988
- Erotolepsiella Girault, 1915
- Eucoelocybomyia Girault, 1915
- Fusiterga Bouček, 1988
- Lanthanomyia De Santis, 1967
- Lelapsomorpha Girault, 1913
- Liepara Bouček, 1988
- Nerotolepsia Girault, 1920
- Ormyromorpha Girault, 1913
- Paratomicobia Girault, 1915
- Tomicobomorphella Girault, 1915